# Оглядини наречених

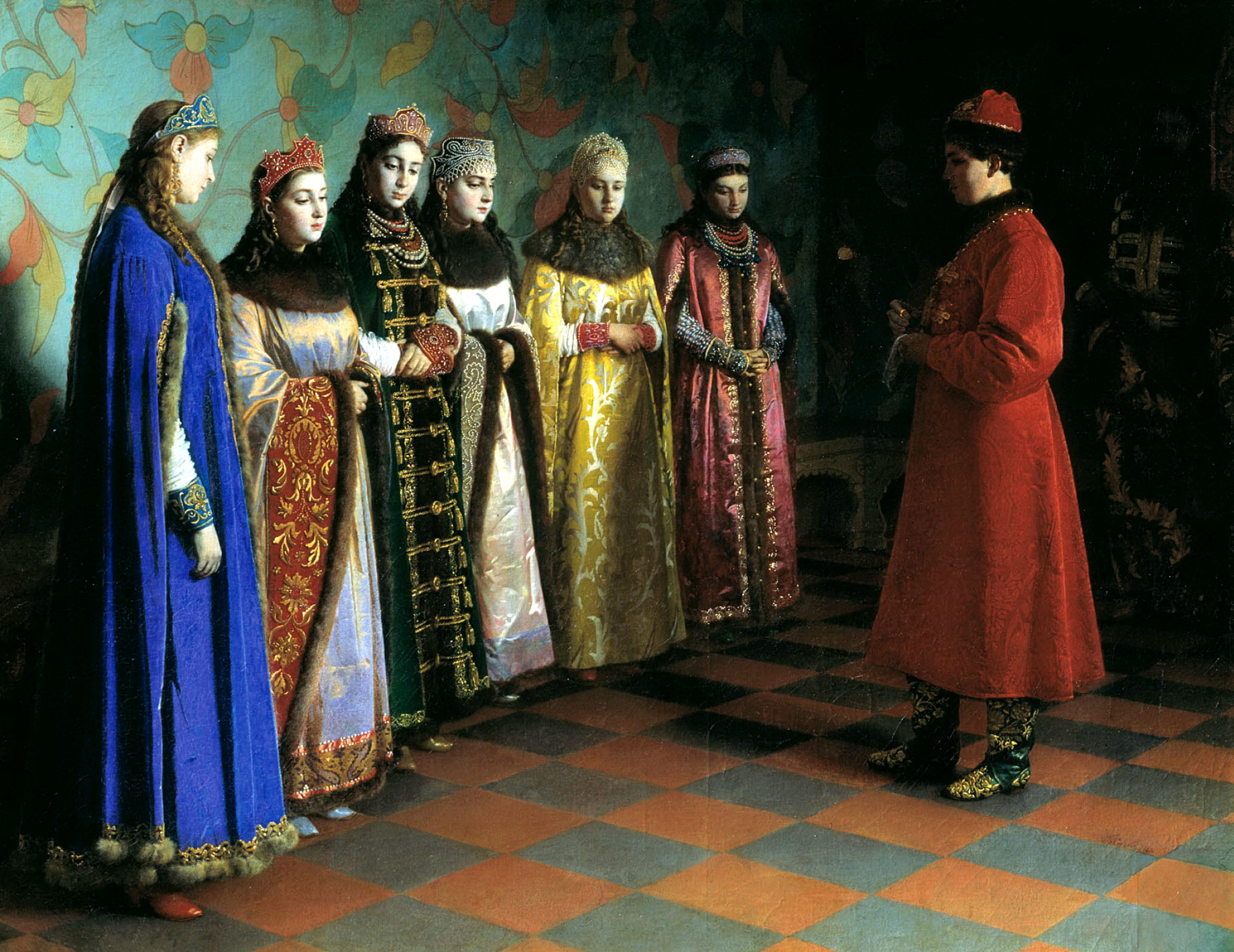
Григорій Сєдов. «Вибір нареченої царем Олексієм Михайловичем», 1882

Оглядини наречених — традиція вибору дружини главою держави з числа найкрасивіших дівчат країни в Московському царстві.
На відміну від традиційного пошуку нареченої з династичних міркувань, огляд наречених проводився після своєрідного «конкурсу краси». Звичай зародився при візантійському імператорському дворі в VIII столітті, після чого в XVI столітті був уведений і в Московському царстві.

## Пошук і обрання
Про візантійські обряди збереглося мало відомостей. Більш того, деякі дослідники взагалі вважають подібні розповіді пізнішими літературними вставками. Тим не менш, хроніки доносять деякі подробиці про візантійські традиції. Про оглядини московських царів відомостей збереглося набагато більше. 

### Відбір по всій країні
Красунь шукали по всій державі. У Візантії для цього у всі кінці держави розсилали послів з інструкціями. Вони повинні були оцінити «привабливість особи» і мали щонайменше три параметри відбору: ріст, розмір голови і довжину стопи (пор. історію Попелюшки). Вперше огляд наречених у Візантії відбувся в 788 році, коли імператриця Ірина шукала дружину своєму синові, номінальному імператору Костянтину. З 13 кандидаток Ірина вибрала для сина в дружини юну незнатну вірменку, уродженку Пафлагонії Марію Амнійську, внучку праведного Філарета Милостивого. Двох дівчат взяли в дружини знатні люди, а інших відправили додому з багатими дарами. В Московському царстві до пошуку наречених підходили дуже строго:

Коли до вас ця грамота прийде, і у яких з вас будуть дочки дівки, то ви б з ними зараз же їхали в місто до наших намісників на огляд, а дочок дівок у себе в жодному разі не ховали б. Хто ж із вас дівку приховає і до намісника не поведе, тому від мене бути у великій опалі і страті.
— «Указ Ивана IV» за С. М. Соловйовим
Попередній відбір серед сотень привезених дівчат здійснювався в два етапи: спочатку з ними знайомилися бояри і відбирали дівчат, відповідних вимогам: майбутня цариця повинна бути високого зросту, повинна бути гарна, здорова й, бажано, щоб у неї в родині народжувалося багато дітей — це гарантувало її плодючість. Відібраних кількох десятків дівчат представляли особисто цареві.
Нерідко наречені обиралися з бідних і простих сімей. Батько першої дружини Олексія Михайловича — Марії Милославської, служив кравчим посольського дяка Івана Грамотіна. Дочка його, майбутня цариця, ходила до лісу по гриби і продавала їх на ринку  А про матір Петра I, царицю Наталію Наришкіну, дяк Шакловитий, який пропонував погубити її, говорив царівні Софії:
 Відомо тобі, пані, який її рід і яка в Смоленську в постолах ходила.
— 
Дослідник В. Д. Назаров пише про перше весілля Івана: «Цікаві умови відбору наречених. Бралися до уваги вік, зовнішні дані претенденток, стан здоров'я і наречених і їх батьків), їх походження. У опису члени комісії детально описали фігуру (княжна А. Гундорова була „тілом рівна, ні тонка, ні товста“), особа (форма носа, колір очей і волосся) і історію хвороб претендентки. Ретельно враховувалася її споріднення (походження матері і мачухи; шлюбні зв'язки її рідних сестер і братів). Збиралися відомості про здоров'я батьків. Яке значення надавалося родинним зв'язкам кандидаток, видно з „пам'ятки“ В. В. Ляцькому. Йому пропонувалося „беречи міцно“ та „питати таємно“ про можливу спорідненість претенденток з Щенятєвими та Плещеєвими. Виняток був можливим, мабуть, тільки в одному випадку, коли „дівка… добра“ і „далеко від того роду“. Подібні відомості вводять в закулісний світ запеклої політичної боротьби різних угруповань „государева двору“ в середині 20-х років XVI століття. Чому государева немилість була настільки сильна щодо цих двох прізвищ, сказати при нинішньому рівні вивченості політичних колізій того часу не представляється можливим».

### Оглядини монархом

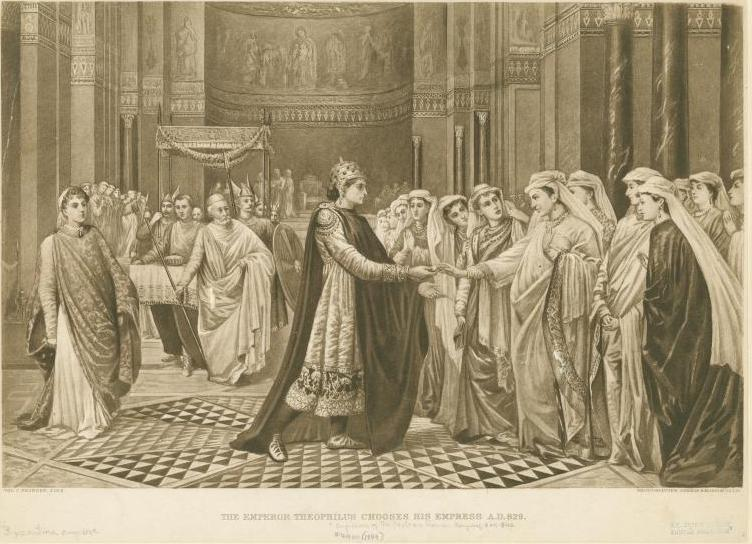
Вибір нареченої імператором Феофілом (літографія, 1889 рік)

Одно из известных описаний так рассказывает о выборе византийским императором Феофилом (IX век) невесты:

Коли Феофіл вирішив вибрати дружину, в столиці було влаштовано оглядини наречених, для яких найкрасивіші дівчата були зібрані з усіх провінцій в Константинополь. Майбутня черниця і поетеса Касія була однією з них. Імператор повинен був ходити між рядів дівчат із золотим яблуком і протягнути його тій, на якій він збирався одружитися. Він збирався протягнути його Кассії, яка подобалася йому більше інших. Але Касія, за словами Георгія Амартола, «вразила серце його словом», і яблуко дісталося більше «спокійній» пафлагонянці Теодорі (у майбутньому вона відновила іконошанування).
А в Московській державі царствений наречений віддавав своїй нареченій багато вишиту хустку і обручку.
Ось як проходили вибори нареченої Великого князя Василю за розповіддю Франческо да Колло: «Сей Великий Князь Василь — як мені розповіли — вирішив завести дружину, щоб мати дітей і забезпечити себе законним спадкоємцем і правонаступником Держави; для цього звелів оголосити у всіх частинах своєї Держави, щоб — не зважаючи на благородство або кров, але лише на красу — були знайдені найкрасивіші дівчата, та на виконання цього указу були обрані понад 500 дівчат та наведені у місто; із них було обрано 300, потім 200 і нарешті скоротилася до 10, які були оглянуті повивальными бабками з усіляким увагою щоб переконатися, чи дійсно вони цнотливі і спроможні народжувати дітей, і немає у них якогось недоліку,— і, нарешті, з цих десяти була обрана дружина». За інформацією Зиґмунда Герберштейна, вибір проводився не 500, а з 1500 дівчат.
Однак найбільш вдалими виявилися оглядини Івана Грозного, який знайшов таким чином трьох дружин. Заради його третього одруження було відібрано 2000 дівчат. Казимир Валишевський залишив такий опис ритуалу:

У шлюбі Іванові призначено було насолодитися щастям, що не випадало на долю його предків. Вибір нареченої проводився за загальним правилом. Шляхетні дівчата всієї держави, що походили з родин служивих людей, були зібрані в Москву. Для прийому їх були відведені величезні палати з численними кімнатами; в кожній з них було по 12 ліжок. До першого шлюбу Василя, за словами Франциска та Колло, було зібрано 500 красунь, а за свідченням Герберштейна — 1500. Ці цифри, цілком ймовірно, показують тільки число тих дівчат, які потрапили в Москву вже після перших виборів у провінціях. Такий порядок існував і в Візантії. Там правителям областей давалися з цього приводу докладні інструкції, із зазначенням зросту та інших якостей дівчат. Коли в сералі збиралися кандидатки, туди приходив сам государ в супроводі одного з найстаріших вельмож. Проходячи покоями, він дарував кожній з красунь по хустці, вишитій золотом, з дорогими каменями. Він накидав хустки дівчатам на шию. Після того, як вибір був зроблений, дівиці відпускалися з подарунками по домівках. Так в 1547 році Іван вибрав собі Анастасію, доньку покійного Романа Юрійовича Захар'їна-Кошкіна, що походив із старого боярського роду. Серед загибелі княжих родів він зумів, однак, зберегти близькість до царського трону і не брав участі в запеклій боротьбі за владу в дні дитинства Івана. Можливо, що в даному випадку вибір нареченої був лише простою формальністю.

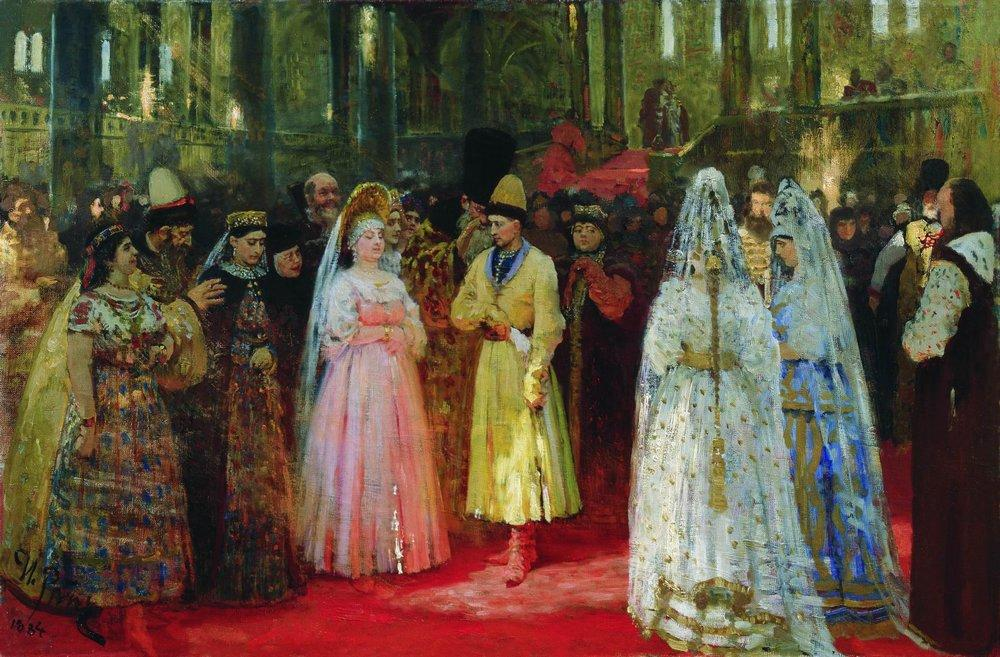
І. Ю. Рєпін, «Вибір великокнязівської нареченої» (Михайла Федоровича?)

Знайомство царя з можливими нареченими могло займати багато часу. Їх селили в палаці, з царськими сестрами чи доньками. Відома історія з обранням Олексієм Михайловичем майбутньої матері Петра I — Наталії Кирилівни. З 28 листопада 1669 року по 17 квітня 1670 року він дев'ятнадцять разів обходив ночами верхові опочивальні, і вибирав з шістдесяти спали красунь ту, яка була б покрасивей і йому, великому государю, приглядней.

### Інтриги при відборі
Зрозуміло, говорити про абсолютну неупередженість вибору, зробленого на подібному «конкурсі краси», неможливо. Всі наречені були дворянками, нехай навіть і захудалыми; неугодні за політичними міркуваннями відсівалися в попередніх турах. У Візантії часто весілля організовувалися ще батьками спадкоємця імперського трону, вони ж і направляли вибір нареченого (так, Костянтина VI одружила його мати імператриця Ірина, а Феофіла — мачуха Єфросинія).
На це прямо вказується в розповіді про одруження Лева VI:

Рано довелося Леву звикати до покірності. Коли йому мало виповнитися шістнадцять років, Василь вирішив його одружити. Зазвичай, в одній із зал Магнаврського палацу зібрали дюжину дівчат з найкрасивіших в імперії. В очікуванні приходу царя ці маленькі особи, дуже збуджені, зайнялися тим, що пробували відгадати, хто з них виявиться щасливою обраницею. Одна афінянка, за словами літописця, «уміла, завдяки звичаям своєї країни, відгадувати майбутнє за прикметами», запропонувала тоді у вигляді гри наступне дивне випробування: всі кандидатки повинні були сісти на підлогу і кожна поставити перед собою свої черевики; та з дванадцяти, яка на даний знак швидше всіх встане, взується і перша встигне зробити гарний уклін, та й буде, напевно, імператрицею. 

У той час як вони займалися цією вправою, раптом увійшов цар. Першою, що піднялася була якась Феофано, яка походила з відомої столичної патриціанської сім'ї Мартинаків. У зв'язку з тим, що вона була знатна, при цьому дуже красива і набожна, вона сподобалася Василю і дружині його Євдокії — так виправдалася прикмета, що пророкувала їй трон. Самого Льва навіть не питали, а тим часом юний царевич мав інші симпатії.

У Московській державі, зазвичай, цар раптом звертав увагу на неугодну кліці дівчину (наприклад, якщо наближені до трону клопотали за свою родичку). У цьому випадку робилося все, щоб зняти наречену з дистанції. Приміром, коли Юхимію Всеволожську, обрану Олексієм Михайловичем, перший раз одягнули в царське плаття, їй затягнули волосся так сильно, що вона втратила свідомість. Швидко оголосили, що Юхимія страждає на епілепсію, а її батька з сім'єю, за те, що приховав її «нездоров'я», заслали в Тюмень.
Приблизно те саме сталося з Марією Хлоповою, нареченою Михайла Федоровича, яка вже була взята «на верх» (в палац, власне в теремні хороми цариць), їй велено було надавати почесті як цариці, дворові люди їй хрест цілували, і у всій Московській державі велено поминати її ім'я на єктеніях — але тим не менш вона також не уникнула інтриг. Конкуренти Салтикова позбавилися від неї наступним чином: дівчину довели до розладу шлунку, знають лікарів до неї не допускали, налаштували проти неї мати царя Марту Іванівну, у результаті звинувативши в можливій беплідності. Було скликано спеціальний собор з бояр, Хлопова була позбавлена почестей і заслана до Тобольська, де жила в бідності. Тим не менш, Михайло зберігав до Марії ніжні почуття, і коли його батько патріарх Філарет прибув до двору, зміг захистити царя від тиску матері, і зменшити вплив Салтикових, Михайло знову оголосив, що не хоче одружуватися ні на кого, крім неї (хоча пройшло вже 7 років). Потім цар зробив допит лікарям, який лікував Хлопову. Звинувачені на очній ставці з лікарями Салтикова були заслані в далекі вотчини. Хоча, Марфа Іванівна наполягла на своєму, і її син все ще на коханій йому Хлоповій так і не одружився, проходивши після цього у холостяках до 29-річного віку (що було в його епоху дуже рідкісним).
А Марфа Собакіна, хоча Іван Грозний і встиг з нею одружитися, після весілля прожила не більше місяця і раптово померла, залишивши всіх у повній впевненості, що її отруїли. Ця історія знайшла своє відображення в сюжеті опери М. А. Римського-Корсакова «Царева наречена». Після її смерті цар одружився з Анною Колтовською, яка на тих оглядинах у його очах посіла друге місце".

## Відомі огляди

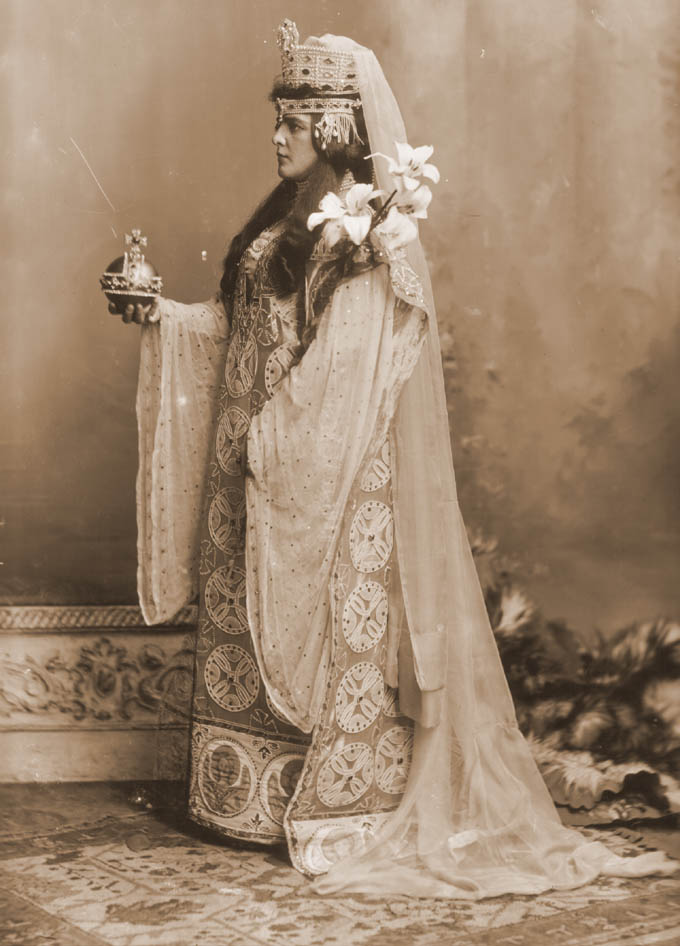
Реконструкція костюма візантійської імператриці (фото XIX ст.)

### Візантія

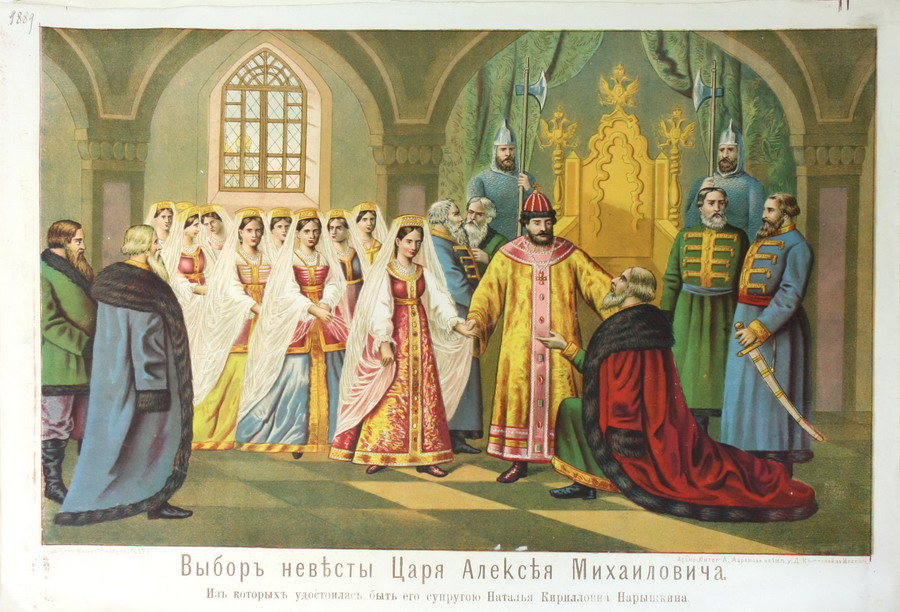
Вибір нареченої Царя Олексія Михайловича. Хромолітографією А. Абрамова, 1882

- 788 рік: Костянтин VI, дружина — Марія Амнійськк (бл. 770 — бл. 830). Перший із задокументованих оглядів був влаштований імператрицею Іриною для свого сина. Історики припускають[13], що шлюб самої Ірини і імператора Лева IV також міг бути здійснений за результатами огляду, так як невідомо, чому провінційна уродженка Афін Ірина стала дружиною правителя імперії.
- 807 рік: Ставракій, дружина — Феофано[14]. («Хронограф» Феофана Сповідника)
- 821 рік (або 830 рік): Феофіл, дружина Феодора. Огляд влаштований мачухою імператора Евфросинією.
- 854 рік (або 855 рік): Михайло III, дружина — Євдокія Декаполитисса. Однією з наречених, які не встигли приїхати на оглядини, була свята Ірина Хрисовланта[15], згодом стала черницею.
- Лев VI:
  - 882 рік: 1-я дружина — Феофано
  - 900 рік: 3-я дружина — Євдокія Ваяна[16].

### Московська держава

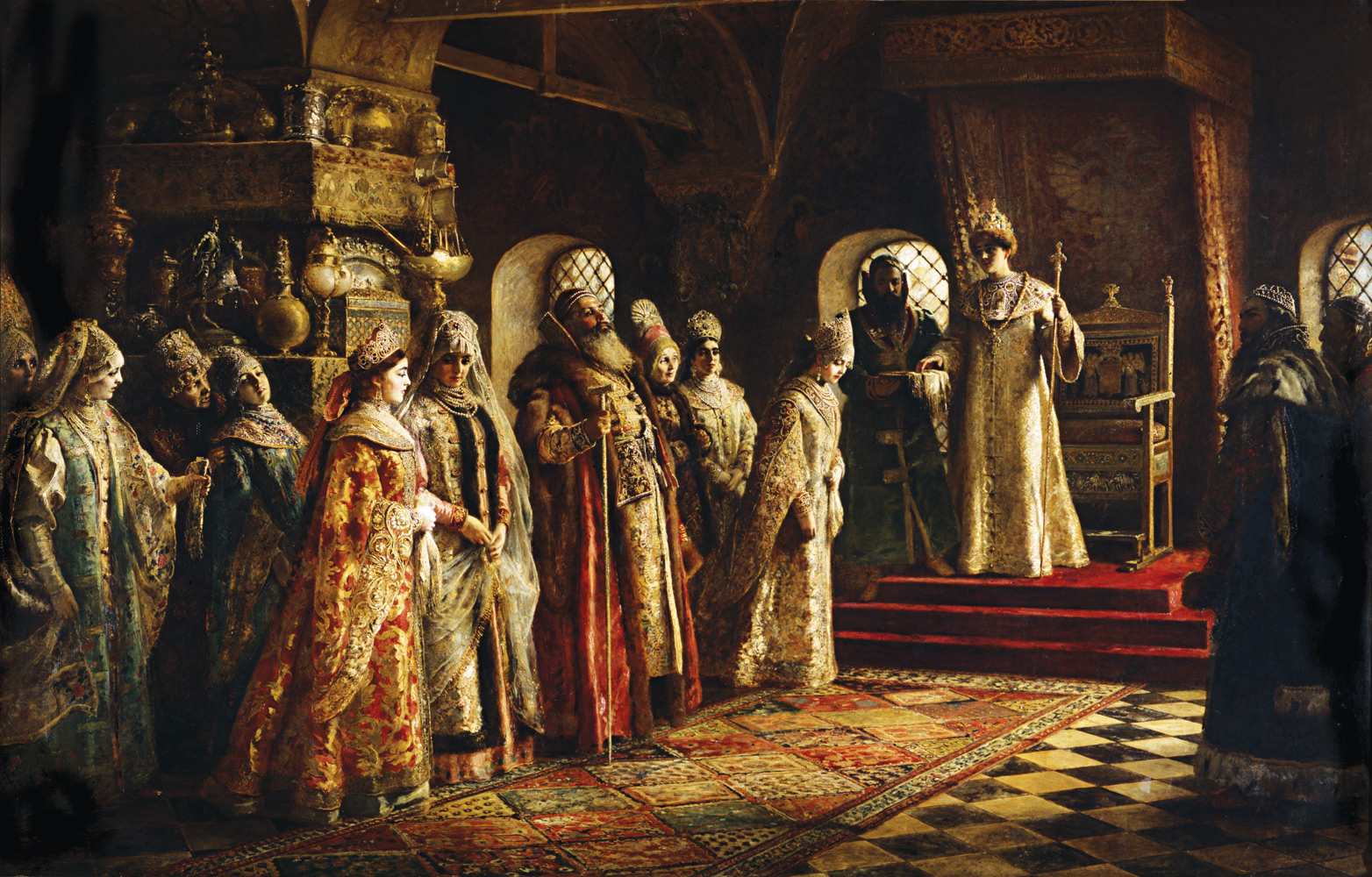
Костянтин Маковський «Вибір нареченої царем Олексієм Михайловичем», 1886

Звичай був відроджений на Московщині за порадою греків-візантійців з оточення великої княгині Софії Палеолог, як точніше стверджують — великокнязівського друкаря грека Юрія Траханиота, коли стало очевидно, що синові Московського Івана III і Софії Василю наречену-рівню серед князів не підшукати. «Енциклопедія обрядів і звичаїв» вказує, що російські царі вибирали наречену з підданих, бо не могли одружитися з дочками іноземних володарів через європейські уявлення про Росію як дику пустелю, заселену варварами (Московське Царство сильно поступалося в репутації Київській Русі), а головне — через відмінності у вірі.
- Василь III (1505 р.): 1-я дружина — Соломонія Сабурова
- Іоанн IV Васильович:
  - 1547 р.: 1-я дружина — Анастасія Романівна;
  - 1571 р.: 3-я дружина — Марфа Собакіна,
  - 4-я дружина — Анна Колтовська, обрана за результатами того ж огляду, бо Марфа Собакіна померла через два тижні після весілля.

Нудьгуючи вдівством хоча і не цнотливим, він вже давно шукав собі третьої дружини … З усіх міст звезли наречених до Слободи, і знатних і незнатних, числом більше двох тисяч: кожну представляли йому особливо. Спершу він вибрав 24, а після 12 … довго порівнював їх в красі, в приємності, в розумі; нарешті віддав перевагу всім Марфі Василівні Собакіній, доньці купця новгородського, в той же час обравши наречену і для свого старшого царевича, Євдокію Богданову Сабурову. Батьки щасливих красунь з нічого стали боярами.
— Карамзін
- Царевич Іван Іванович (син Івана Грозного):
  - 1571 р.: 1-ша дружина — Євдокія Сабурова. Прибула на огляд наречених Івана Грозного разом з Собакіною і Колтовською, але була обрана в дружини царевича[19].
  - Близько 1581 р.: 3-я дружина — Олена Шереметєва[20]
- Михайло Федорович:
  - 1616 р.: задовго до 1-го шлюбу царя з Марією Довгорукою (1624 р.) влаштовувалися оглядини, і нареченою була обрана Марія Хлопова. Але її обумовили в наявності невиліковної хвороби і заслали[21], що дуже засмутило вже закоханого царя (див.вище).
  - 1626 р.: 2-га дружина — Євдокія Стрешнєва. (Причому Стрешнєва не входила в число відібраних красунь-кандидаток, а була наперсницей, «подругою для співбесіди» з бідних родичок, яку захопила з собою конкурсантка — дочка окольничого Григорія Волконського, її двоюрідна сестра)[22].

- Олексій Михайлович:
- 1647 р.: оглядини (200 дівчат, царю представлено 6)[23], під час якого обрано Ефимья, дочка касимівського поміщика Рафа (Федора) Федоровича (Родіоновича) Всеволодского (Всеволозького), ославленная як страждає епілепсією і відставлена (див. вище). Замість цього 1-й шлюб царя укладається з Марією Милославській, очевидно, без огляду[21], завдяки зусиллям Морозова, одружився з сестрою нової цариці[24].
- 1670 р.: 2-я дружина — Наталія Наришкіна[25]
- Федір Олексійович (1680 р.): 1-ша дружина — Агафія Грушецька[26]
- Іван V Олексійович (1684?), дружина — Парасковія Салтикова

## Думки дослідників
Зустрічається версія, що такого звичаю у Візантії не існувало, а кілька оповідань про них — вигадка хроністів IX століття, яким полюбився мальовничий сюжет (дослідники Рюден і Афіногенов). Введення звичаю при російською дворі з посиланням на традицію Візантії, правонаступником якої вважала себе Москва, тим не менш, свідчить про укоріненою вірі в існування подібної традиції в Константинополі.
Західні фольклористи вказують на можливий зв'язок між візантійським способом пошуку наречених з допомогою заходів взуття та складанням казки про Попелюшку, що здається не таким вже дивним, якщо врахувати, що сам мотив зустрічі дівчата і принца виробляють з давньоєгипетських казок (Приречений принц, Повість про двох братів).

## В інших культурах
Переможницею такого огляду стала єврейська дівчина Естер, історія якої розказана в біблійній «Книзі Естер», що стала дружиною перського царя Ксеркса:
| " | І сказали отроки царя, що служили при ньому: Нехай пошукають для царя молодих красивих дівчат, і нехай цар призначить урядників по всіх округах свого царства, які зберуть усіх дівчат, і вони вродливого вигляду в престольне місто Сузі, в будинок дружин під нагляд Гегая, царського євнуха, сторожа жінок прибудуть, і дати їм потрібне для притирання, і дівчина, яка сподобається очам царя, нехай буде царицею замість Астинь. (Есф 2:2-4) | " |

### У Китаї
Подібна процедура вибору наречених існувала також в Імператорському Китаї. Реєстрація кандидаток відбувалася задовго до початку оглядин. Потрапляли в цей список тільки дочки чиновників не нижче 4-го рангу і які були не старше 20 років. Згідно східним традиціям дівчат дуже ретельно відбирали спочатку євнухи, які фіксували їх фізичні параметри і вибирали кращих, після цього сам імператор з наданих кандидаток вибирав собі кількох жін. Після обрання їм вручалися жезли з нефриту або лакового дерева руї і присвоювався відповідний ранг.

### В белетристиці
- П'єса Мея «Царська наречена» і поставлена по ній опера Римського-Корсакова присвячені історії Марфи Собакин та Івана Грозного, включаючи сюжет огляду.
- Повість Всеволода Соловйова В. С. Соловйов. «Касимовская наречена» (1903) присвячена невдалої одруження Олексія Михайловича на Ефимии Всеволожской.